# 亀岡市立大成中学校
亀岡市立大成中学校（かめおかしりつ たいせいちゅうがっこう）は、京都府亀岡市にある公立中学校。

## 沿革
- 1983年（昭和58年）4月1日 - 亀岡市立南桑中学校より分離・開校[1][2]。
- 1983年（昭和58年） 4月8日 - 亀岡市立大成中学校開校式典挙行
- 1983年（昭和58年） 12月25日 - 屋内運動竣工
- 1985年（昭和60年） 4月26日 - 校舎(普通教室2,特別教室5)及び中庭竣工
- 1986年（昭和61年） 4月1日 - 第2代校長 小西 宏氏 着任
- 1986年（昭和61年） 4月15日 - 中学校生徒指導総合推進校として、文部省、府教委、市教委から指定(61,62年度)
- 1987年（昭和62年） 2月27日 - 中学校生徒指導総合推進校中間報告

## 部活動

### 運動部
- バレーボール部
- 野球部
- 男子卓球部
- 女子卓球部
- 女子ソフトテニス部
- 男子ソフトテニス部
- サッカー部
- 女子バスケットボール部
- 男子バスケットボール部
- 陸上競技部
- 女子ソフトボール部

### 文化部
- 吹奏楽部
- 美術部
- 科学文芸部

## 校区
- 亀岡市立大井小学校 - 並河3丁目・並河・北金岐の一部は南桑中学校へ進学する。[3]
- 亀岡市立千代川小学校 - 全域

## 交通アクセス
- 西日本旅客鉄道（JR西日本）山陰本線 並河駅より800m。

## 校区が隣接している学校
- 亀岡市立育親学園
- 亀岡市立南桑中学校
- 亀岡市立亀岡川東学園
- 南丹市立八木中学校